# Hafenbahn Salem (Massachusetts)
| Streckenlänge: | 1,74 km              |                                          |                                          |
| Spurweite: | 1435 mm (Normalspur) |                                          |                                          |
| |                      |                                          |                                          |
| Gesellschaft: | zuletzt BM           |                                          |                                          |
| \| \| \| von Boston und North Andover \| \| \| \| 0,00 \| nach Portsmouth \| nach Portsmouth \| \| \| \| Bay State Street Railway (Bridge Street) \| \| \| \| \| Bay State Street Railway (Fort Avenue) \| \| \| \| 1,74 \| Salem Harbor MA (früher Phillips Wharf) \| Salem Harbor MA (früher Phillips Wharf) \| |                      |                                          |                                          |
| Strecke |                      | von Boston und North Andover             | von Boston und North Andover             |
| Abzweig ehemals geradeaus und nach links | 0,00                 | nach Portsmouth                          | nach Portsmouth                          |
| Kreuzung (Strecken außer Betrieb) |                      | Bay State Street Railway (Bridge Street) | Bay State Street Railway (Bridge Street) |
| Kreuzung (Strecken außer Betrieb) |                      | Bay State Street Railway (Fort Avenue)   | Bay State Street Railway (Fort Avenue)   |
| Betriebs-/Güterbahnhof Streckenende (Strecke außer Betrieb) | 1,74                 | Salem Harbor MA (früher Phillips Wharf)  | Salem Harbor MA (früher Phillips Wharf)  |

Die Hafenbahn Salem (auch Salem Harbor Branch) ist eine Eisenbahnstrecke in der Stadt Salem in Massachusetts (Vereinigte Staaten). Sie ist 1,74 Kilometer lang und band die Hafenanlagen in der Stadt an das Eisenbahnnetz an. Die normalspurige Strecke ist stillgelegt. 

## Geschichte
Die Salem and Lowell Railroad, deren wichtigster Geldgeber der Industrielle Stephen C. Philips aus Salem war, baute die Bahnstrecke Peabody–Tewksbury Junction, die in Peabody an die 1847 eröffnete Strecke von Salem anschloss. Gleichzeitig wollte Philips seine Industrieanlagen im Hafen von Salem anschließen, um seine Güter mit der Eisenbahn transportieren zu können. Er beauftragte die Essex Railroad, die die Strecke von Salem nach Peabody besaß, eine Zweigstrecke zu bauen, die in den Hafen führte. Sie wurde gleichzeitig mit der Salem&Lowell-Strecke im August 1850 eröffnet. 
Den Betrieb führten die Eastern Railroad, von deren Hauptstrecke die Hafenbahn und die Strecke nach Peabody und Lowell abzweigten und die auch den Betrieb auf der Essex Railroad führte, und die Lawrence and Lowell Railroad, die den Betrieb auf der Strecke nach Tewksbury Junction führte, gemeinsam. 1858 ging die Betriebsführung vollständig auf die Eastern über, jedoch erwarb die Boston and Lowell Railroad ein Mitbenutzungsrecht für die Hafenbahn, da sie gleichzeitig sowohl die Salem&Lowell als auch die Lawrence&Lowell gepachtet hatte. Der Hafen wurde in den folgenden Jahren vor allem durch die Boston&Lowell zu einem wichtigen Kohleumschlagplatz ausgebaut und zahlreiche Kohlezüge fuhren von hier über Tewksbury in Richtung Lowell und nach New Hampshire. Die Boston and Maine Railroad hatte 1884 die Eastern und 1887 die Boston&Lowell gepachtet und war ab dieser Zeit alleiniger Betriebsführer der Hafenbahn Salem. Sie betrieb die Strecke noch bis etwa 1970 und legte sie dann still.

## Streckenbeschreibung
Die Strecke zweigt nördlich des Gleisdreiecks, das die Anbindung der Strecke in Richtung Peabody und Lowell darstellt, aus der Hauptstrecke Boston–Portsmouth ab. Sie vollführt eine 90°-Kurve in Richtung Südosten und verläuft dann nahezu geradlinig parallel zur Webb Street auf die Küste zu, um sich im Hafengebiet zu verzweigen. An der Bridge Street und der Fort Avenue kreuzten Straßenbahnstrecken die Gleise der ebenerdig verlaufenden Hafenbahn. Noch heute sind an einigen Bahnübergängen Gleisreste der Hafenbahn im Asphalt zu finden.